# 모포항
모포항은 경상북도 포항시 남구 장기면 모포리에 있는 어항이다. 1973년 10월 16일 지방어항으로 지정하여 관리하고 있다. 시설관리자는 포항시장이다.

## 어항 연혁
- 이 곳은 어느 지역보다도 봄에 보리가 일찍되는 포구라 하였고, 보리가 제일 먼저 되는 구석이라 하여 버리꾸지(包衣浦)라고도 하였으며, 바위가 동해로 돌출하여 구석을 만들고 있다 하여 바우꾸지(巴衣浦)라고도 하였다.

## 어항 구역
본 항의 어항구역은 다음과 같다.
- 수역: 모포항 배후지 주차장 옹벽 곡부에서 남서 방향으로 330m 연장하여 그 선에 직각방향으로 연장한 선내의 공유수면

## 어항 시설
- 2기의 방파제(동방파제 265m, 남방파제 215m), 물양장(170m), 호안 179m이 있다. 급유는 수협 탱크로리 및 일반유류가 있으며, 급수는 자체 조달, 선박수리는 양포항 수리시설을 이용하고, 폐유저장탱크는 방파제 기부에 있으며, 구룡포수협에서 수거한다.

## 개발 계획
2008년 3월 6일 본 항에 대한 어항기본계획 및 개발계획이 고시되었다.

## 주요 어종
모포항의 주요어종은 아귀, 도다리, 대게 등이며 미역 등을 채취한다.

## 특산물
- 모포항은 미역 및 우렁쉥이가 많이 생산되며 특히 해안지역에서 무공해로 재배되는 산딸기가 유명하다.